# Kantonsschule Musegg
Die Kantonsschule Musegg ist ein Kurzzeitgymnasium des Kantons Luzern in Luzern.

## Geschichte
Die Kantonsschule Musegg Luzern wurde 1999 gegründet und gehörte damals mit dem Lehrerinnen- und Lehrerseminar Luzern zum «Pädagogischen Ausbildungszentrum Musegg».
Das Lehrerinnen- und Lehrerseminar schloss im Juli 2007 seine Tore. Die Lehrerinnen- und Lehrerbildung läuft seither ausschliesslich über die Pädagogischen Hochschulen. Das verbliebene Kurzzeitgymnasium Musegg hat anlässlich der Schliessung des Seminars seinen Namen zu «Kantonsschule Musegg Luzern gewechselt». Heute ist die Schule mit rund 500 Schülern das grösste reine Kurzzeitgymnasium im Kanton Luzern.  Rektorin ist seit August 2023 Rahel Stocker.

## Architektur
Unterricht wird in den beiden Schulhäusern Musegg und Fluhmatt erteilt. Im Fluhmattschulhaus gehen seit etwa 1964 Jahren Schüler ein und aus, während das Museggschulhaus seit 1904 genutzt wird.